# Марилия Мендонса
Марилия Диас Мендонса (на португалски: Marília Dias Mendonça, 22 юли 1995 – 5 ноември 2021) е бразилска певица, китаристка и авторка на песни.
През 2015 г. издава своя едноименен дебютен миниалбум, но получава широка известност през 2016 г, когато излиза първият ѝ концертен албум Marília Mendonça: Ao Vivo, който получава тройна платинена сертификация за продадени 240 000 копия. Infiel, една от песните в албума, става една от най-слушаните песни в Бразилия за годината, получава троен диамантен сертификат и превръща Марилия в национална знаменитост. Вторият ѝ албум – Realidade, излиза през 2017 г. и печели Латинско Грами в категорията за най-добър албум в стил сертанежу. През 2019 г. Марилия Мендонса издава третия си албум – Todos os Contas, който отново достига 240 000 продадени копия, донесли на певицата втори платинен сертификат и още едно Латинско Грами за най-добър албум в стил сертанежу..
Марилия Мендонса умира на 5 ноември 2021 г. в самолетна катастрофа на път за Каратинга, Минас Жераис, където трябва да изнесе концерт. В малкото въздушно такси освен нея живота си губят още четирима души – чичо ѝ, който е неин мениджър, продуцентът ѝ и двамата пилоти на самолета. Смъртта на петимата е официално потвърдена на живо в ефира на телевизионния канал TV Globo. На поклонението пред тленните останки на певицата, което се провежда на 6 ноември в спортната зала Арена Гояния в Гояния, присъстват около 100 000 души...

## Дискография

### Студийни албуми
- 2020 – Patroas (съвместно с Maiara & Maraísa)

### Концертни албуми
- 2016 – Marília Mendonça: Ao vivo
- 2017 – Realidade
- 2018 – Agora é que são elas 2
- 2019 – Todos os cantos, vol. 1